# Kim Jae-woo
Kim Jae-woo (koreanisch 김재우; * 6. Februar 1998 in Ansan) ist ein südkoreanischer Fußballspieler.

## Karriere
Kim ging bis 2016 in die Yeongdeungpo Technical High School, wo er auch mit dem Fußballspielen begann. Im August 2016 wechselte er zum österreichischen Zweitligisten SV Horn, bei dem er einen bis Juni 2021 gültigen Vertrag erhielt.
Sein Debüt in der zweiten Liga gab er im September 2016, als er am elften Spieltag der Saison 2016/17 gegen den SC Austria Lustenau in der Startelf der Horner aufgeboten wurde.
Zu Saisonende musste er mit Horn aus der zweiten Liga absteigen. Im Januar 2018 kehrte er nach Südkorea zurück, wo er sich dem zweitklassigen Bucheon FC 1995 anschloss. Nach zwei Jahren wechselte er zum Erstligisten Daegu FC und nach abermals zwei Jahren zum Zweitligisten Daejeon Hana Citizen.